# 麦迪逊一号
麦迪逊一号（英語：One Madison）是位于纽约曼哈顿的一栋高档住宅公寓，位于23街，介于百老汇和公园大道南，麦迪逊大街尽头。建筑大厅在建成后地址为东22街23号。
2010年4月，该建筑已经封顶，但是由于财务危机无法完工。住宅单元的销售停止，但在4月15日于接管者的一次会面后销售继续。但之后大楼依然深受财务状况和法律官司困扰，其中包括多起诈骗诉讼和指控，在2010年6月在债权人要求下被迫走向破产 。